# Jasmin Taylor (Unternehmerin)

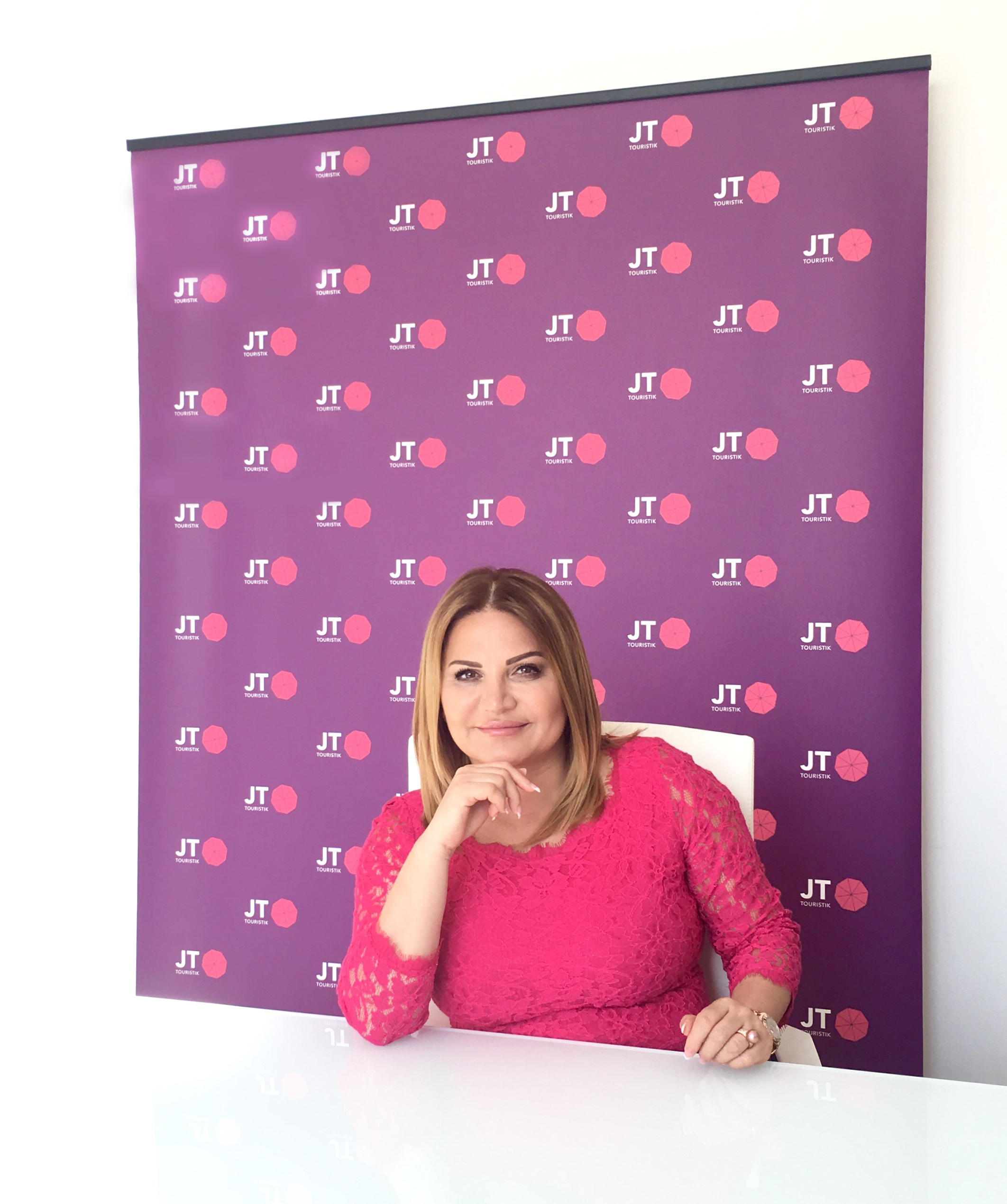
Jasmin Taylor

Jasmin Taylor (geboren am 20. Juni 1966 in Teheran) ist eine Unternehmerin und Buchautorin aus Berlin.

## Leben
Jasmin Taylor flüchtete mit 17 Jahren vor dem Ersten Golfkrieg im Iran nach Deutschland. Sie erlernte die deutsche Sprache und absolvierte in Bonn ihr Abitur. Anschließend erlangte sie an der University of Maryland (USA) ihren Bachelor in Psychologie. An der University of Oklahoma (USA) absolvierte sie dann ihr Masterstudium in Human Relations mit Auszeichnung. Ihr Studium basierte auf einem multidisziplinären Feld, welches dazu diente, demokratische Werte, Interessensvertretung von ethnischen Minderheiten und soziale Gerechtigkeit zu fördern. Zudem vermittelte es die Fähigkeiten und Kenntnisse, um mit unterschiedlichen Bevölkerungsgruppen zu arbeiten und systemischen, sozialen sowie organisatorischen Ungleichheiten lösungsorientiert zu begegnen.
Seit 1999 arbeitete Jasmin Taylor im deutschsprachigen Raum als Beraterin, Gründerin und Unternehmerin in der Tourismusbranche, nämlich in der Online-Reisevermittlung, im Bereich Reiseveranstalter sowie in der Destinations- und Hotelprojektentwicklung. 2002 machte sie sich mit einem Online-Reisebüro selbstständig und gründete 2009 in Berlin das Unternehmen JT Touristik, einen Reiseveranstalter. JT Touristik erwirtschaftete 2015 einen Umsatz von 176 Millionen Euro.
Von 2011 bis 2017 war Jasmin Taylor erste Vorsitzende des Ausschusses „Dynamisch produzierende Veranstalter“ im Deutschen ReiseVerband (DRV) sowie Vorstandsmitglied des Vereins zur Förderung eines offenen touristischen Datenstandards e. V. (OTDS) und Beiratsmitglied des Branchenverbands Travel Industry Club (TIC).
Am 29. September 2017 musste JT Touristik von Jasmin Taylor Insolvenz anmelden. Als Grund wird genannt, JT Touristik habe nach dem Rückzug der Generali Rückversicherung keine Anschlussversicherung finanzieren können. Dennoch gelang es Jasmin Taylor, das Unternehmen an Lidl zu verkaufen, so dass alle Mitarbeiter übernommen wurden.
Während ihrer Tourismuskarriere wurde sie mit einer Reihe renommierter Preise ausgezeichnet. So wurde sie beispielsweise als erste Frau zum Travel Industry Manager of the Year gekürt und erhielt damit die renommierteste Auszeichnung der Tourismusbranche.
2014/2015 war sie Initiatorin der Organisation SIS – Strong Independent Sisters. Das Projekt unterstützte geflüchtete Frauen aus Ländern wie Iran, Afghanistan, Eritrea und Syrien u. a. durch kostenlose Sprachkurse und Coachings dabei, sich in Deutschland ein selbstbestimmtes Leben aufzubauen. Das gemeinnützige Projekt wurde 2015 von Bündnis 90/Die Grünen mit dem „Hatun Sürücü“-Preis ausgezeichnet.
Im Jahr 2016 war Jasmin Taylor Botschafterin für Google Play und Teil der Kampagne bei Mercedes-Benz in der Initiative „She Is Mercedes“.
Ihr Fachwissen als Tourismus-Expertin wird heute nach wie vor in der Branche geschätzt. Zwischen 2016 und 2022 war Jasmin Taylor Mitglied des Branchenausschusses der IHK Berlin. In dieser Position hat sie sich für die Stärkung der Tourismusbranche in der Region und für eine zunehmende Vernetzung mit anderen Wirtschaftszweigen eingesetzt. Als Mitglied des Beirats des Studienganges Wirtschaftswissenschaften mit der Spezialisierung Tourismus- und Eventmanagement an der Bbw Hochschule ist die Unternehmerin und Autorin seit Januar 2015 tätig. Seit Juli 2019 ist Jasmin Taylor Aufsichtsratsmitglied der HanseMerkur Reiseversicherung AG.
Jasmin Taylor kämpft für die Säkularisierung sowie Demokratisierung des Iran und insbesondere für die Gleichberechtigung der Frau.

## Buchveröffentlichung
Am 12. Oktober 2023 veröffentlichte Jasmin Taylor ihr erstes Buch mit dem Titel „Im Namen Gottes – Die Unterdrückung der Frauen im Iran“, das im angesehenen Europa Verlag erschien. Das Vorwort zu dem Buch stammt von der iranisch-amerikanischen mehrfach preisgekrönten Journalistin, Aktivistin und Frauenrechtlerin Masih Alinejad.
Das Buch „Im namen Gottes – Die Unterdrückung der Frauen im Iran“ beleuchtet zutiefst erschütternde Schicksale von sieben Frauen, die stellvertretend für über 40 Millionen von Iranerinnen stehen. Jeder Leidensweg wird in Form eines Memoires erzählt. Auch die Autorin Jasmin Taylor berichtet als eine der Protagonistinnen von ihren verstörenden Erfahrungen. Neu und schockierend ist, wie Jasmin Taylor auf Grundlagen des islamisch-iranischen Rechts Bezug nimmt und erläutert, dass Frauenhass und Gräueltaten durch gezielte Gesetzgebung legitimiert sind. Zudem zieht sie einen Vergleich zwischen der iranischen Gesetzgebung und internationalem Recht. Durch diese sachliche Ebene wird verdeutlicht, dass systematische Diskriminierung von Mädchen und Frauen im Rahmen des Gesetzes im Gottesstaat Iran erlaubt ist und auch geschieht. Die Autorin beschreibt schonungslos die staatlich verordnete Abwertung der iranischen Frau gegenüber dem Mann; sie berichtet über Mädchen, die ab einem Alter von neun Jahren rechtmäßig verheiratet werden, und offenbart die brutale Realität eines Landes, das die gesamte Welt mit der höchsten Zahl an Hinrichtungen von weiblicher Bevölkerung schockiert.

### Geschichtlicher Hintergrund zum Buch
Seitdem die 22-jährige Iranerin Jina Mahsa Amini wegen ihres locker sitzenden Kopftuchs verhaftet und so schwer misshandelt wurde, dass sie drei Tage später, am 16. September 2022, an den Folgen verstarb, sind die Proteste iranischer Frauen unter dem Slogan „Frau, Leben, Freiheit“ neu entfacht worden. Sie breiten sich wie ein revolutionäres Feuer über die ganze Welt aus. Das Kopftuch steht dabei stellvertretend für die Islamische Republik, in der Frauen nach der dortigen Rechtsprechung der Scharia in allen Bereichen des Lebens diskriminiert werden. Deshalb geht es in der von Frauen angeführten Revolution im Iran um weit mehr als die islamische Kleiderordnung, nämlich um den Sturz des Mullah-Regimes, die Erschaffung einer neuen, demokratischen, säkularen Regierung und ein selbstbestimmtes Leben in Freiheit. Denn Tatsache ist: Die Islamische Republik Iran ist nach wie vor Mitglied der UN-Konvention, die dem Gottesstaat für all die Gräueltaten offiziell grünes Licht gibt.
„Die Regierung der Islamischen Republik Iran behält sich das Recht vor, Bestimmungen oder Artikel der Konvention nicht anzuwenden, die mit den islamischen Gesetzen und der geltenden nationalen Gesetzgebung unvereinbar sind.“
Die Autorin hat das Buch „Im namen Gottes – Die Unterdrückung der Frauen im Iran“ Kaiserin Schahbanu Farah Pahlavi gewidmet.

## Auszeichnungen
- 2011: Travel Industry Manager (verliehen vom Travel Industry Club)[5]
- 2015: Hatun Sürücü-Preis durch Bündnis 90/Die Grünen für das gemeinnützige Projekt SIS – Strong Independent Sisters[6]
- 2015:  iF Design Award, Jasmin Taylor und JT Touristik für „The living brand“ in der Kategorie „Communication“[7].